# USS SC-499
USS SC-499 – ścigacz okrętów podwodnych typu SC-497. Służył w United States Navy w czasie II wojny światowej.
Stępkę jednostki USS PC-499 położono 24 lutego 1941 roku w stoczni Fisher Boat Works w Detroit. Zwodowano go 24 października 1941 roku. Wszedł do służby 18 marca 1942 roku. Przeklasyfikowany na SC-499 w styczniu 1943 roku. Przekazany 20 sierpnia 1945 roku US Coast Guard. Wszedł do służby 11 października 1945 roku jako USCGC „Air Brandt” (WAVR 412). Skreślony z listy jednostek floty 28 listopada 1945 roku. Sprzedany 20 stycznia 1948 roku. Następnie w rękach prywatnych jako łódź rybacka i frachtowiec. W 1960 roku operował pod flagą Nikaragui. Dalsze losy nieznane.